# Diocesi di Centenaria
La diocesi di Centenaria (in latino: Dioecesis Centenariensis) è una sede soppressa e sede titolare della Chiesa cattolica.

## Storia
Centenaria, identificabile con Henchir-El-Harmel oppure con Henchir-Cheddi nell'odierna Algeria, è un'antica sede episcopale della provincia romana di Numidia.
Di questa sede sono noti due soli vescovi. Alla conferenza di Cartagine del 411, che vide riuniti assieme i vescovi cattolici e donatisti dell'Africa romana, i due vescovi di Centenaria non poterono presenziare a causa di malattia o infermità; il cattolico Cresconio si fece rappresentare da Regino, vescovo di Tigillava; non si conosce il nome del vescovo donatista, che, secondo quanto testimoniò il donatista Quodvultdeus di Voli, era assente perché ammalato. Al concilio antipelagiano celebrato a Milevi nel 416 presero parte sette vescovi di nome Cresconio, senza indicazione della sede di appartenenza; uno di questi potrebbe essere il vescovo di Centenaria.
Secondo vescovo noto è Fiorenzo, il cui nome appare al 39º posto nella lista dei vescovi della Numidia convocati a Cartagine dal re vandalo Unerico nel 484; Fiorenzo, come tutti gli altri vescovi cattolici africani, fu condannato all'esilio.
Dal 1933 Centenaria è annoverata tra le sedi vescovili titolari della Chiesa cattolica; dal 21 dicembre 2022 il vescovo titolare è Antônio Aparecido de Marcos Filho, vescovo ausiliare di Brasilia.

## Cronotassi

### Vescovi residenti
- Cresconio † (prima del 411 - dopo il 416 ?)
  - Anonimo † (menzionato nel 411) (vescovo donatista)
- Fiorenzo † (menzionato nel 484)

### Vescovi titolari
- Hugo Eduardo Polanco Brito † (25 settembre 1953 - 22 luglio 1956 nominato vescovo di Santiago de los Caballeros)
- Paul Joseph Schmitt † (5 luglio 1958 - 30 novembre 1958 succeduto vescovo di Metz)
- Diego Parodi, M.C.C.I. † (9 maggio 1959 - 11 febbraio 1980 nominato vescovo di Ischia)
- Ramón Godínez Flores † (28 marzo 1980 - 18 maggio 1998 nominato vescovo di Aguascalientes)
- Luis Adriano Piedrahita Sandoval † (19 luglio 1999 - 3 luglio 2007 nominato vescovo di Apartadó)
- Hermenegildo José Torres Asanza (30 ottobre 2007 - 4 ottobre 2018 nominato vescovo di Guaranda)
- Armando Esteves Domingues (27 ottobre 2018 - 4 novembre 2022 nominato vescovo di Angra)
- Antônio Aparecido de Marcos Filho, dal 21 dicembre 2022